# Жежеря Олександр Юхимович
Олекса́ндр Юхи́мович Жеже́ря (нар. 30 травня 1910 — пом. 13 серпня 1944) — радянський військовик часів Другої світової війни, командир кулеметної обслуги 2-го стрілецького батальйону 289-го гвардійського стрілецького полку 97-ї гвардійської стрілецької дивізії (5-та гвардійська армія), гвардії сержант. Герой Радянського Союзу (1944).

## Життєпис
Народився 30 травня 1910 року в селі Богоявленському, волосному центрі Олександрійського повіту Херсонської губернії (нині — село Олександрівка Олександрійського району Кіровоградської області) в бідній селянській родині. Українець. Працював пасічником у місцевому колгоспі.
До лав РСЧА призваний Ворошиловським РВК Кіровоградської області в листопаді 1943 року. Воював на 2-му Українському фронті, був тричі поранений.
22 березня 1944 року в районі села Токарівка Первомайського району Одеської області під нищівним вогнем супротивника першим форсував річку Південний Буг і, прикриваючи переправу, вогнем свого кулемета знищив до 30 солдатів і кулеметну точку ворога. В бою по розширенню плацдарму відбив контратаку супротивника, знищивши при цьому до 30 солдатів. 14 квітня при форсуванні річки Дністер на човні зі своєю обслугою першим переправився на правий беріг, зайняв позицію й прикривав переправу, знищивши при цьому 2 кулеметні точки і 18 солдатів ворога. 22 квітня в районі висоти 172.4 (Молдова) супротивник 12 разів переходив у контратаку, намагаючись обійти з флангу бойові позиції полку. Гвардії сержант О. Ю. Жежеря зі своєю обслугою висунувся вперед і ураганним вогнем відбивав контратаки, знищивши до 75 солдатів і офіцерів супротивника. До кінця дня був відрізаний від основних сил полку, проте продовжував вести кулеметний вогонь, знищивши до 80 фашистів, а решту повернувши назад. Успішно з'єднався зі своїм підрозділом. Всього за період весняного наступу його обслуга відбила 22 контратаки ворога, знищила 343 німецьких солдати і офіцери
У вересні 1944 року під час боїв на Сандомирському плацдармі кулеметна обслуга сержанта Жежері разом з ротою бійців стала на шляху наступу німецької мотопіхоти при підтримці 20 танків. Вибравши зручну позицію на вершині одного з горбів, кулеметним вогнем відсікав ворожу піхоту від танків. Того дня довів особистий рахунок до 600 знищених ворогів. Загинув у бою 13 серпня 1944 року. Похований біля церкви в селі Конемлоти Стопніцького повіту Келецького воєводства Польщі. Перепохований на ділянці військових поховань комунального цвинтаря по вулиці Цментарній у місті Ченстохова Сілезького воєводства Польщі (могила № 118)

## Нагороди
Указом Президії Верховної Ради СРСР від 13 вересня 1944 року за зразкове виконання бойових завдань командування на фронті боротьби з німецько-фашистськими загарбниками та виявлені при цьому відвагу і героїзм, гвардії сержанту Жежері Олександру Юхимовичу присвоєне звання Героя Радянського Союзу (посмертно).
Також був нагороджений орденом Леніна (13.09.1944) і медаллю «За відвагу» (16.03.1944).

## Пам'ять
Рідне село Олександра Жежері — Ворошилівка (колишнє Богоявленське) — було перейменоване на його честь в Олександрівку.
Наказом міністра оборони СРСР гвардії сержант О. Ю. Жежеря був навічно зарахований до списків особового складу 289-го гвардійського стрілецького полку.
Його станковий кулемет «Максим» 1943 року випуску за № 0184 наприкінці 1944 року був доправлений у Москву й виставлений в експозиції Центрального музею Збройних сил СРСР.